# Мамаев, Пётр Антонович
Пётр Антонович Мамаев (15 октября 1900, Москва — 19 ноября 1950) — советский военачальник, генерал-майор (22 февраля 1944).

## Начальная биография
Пётр Антонович Мамаев родился 15 октября 1900 года в Москве.
В период с 1914 по 1916 годы работал на складе московской фирмы «Ферейн», а затем — чернорабочим на военном заводе «Второво».
В сентябре 1918 года переехал в деревню Кулиги (Пронский уезд, Рязанская губерния).

## Военная служба

### Гражданская война
В мае 1919 года призван в ряды РККА, после чего служил красноармейцем в составе 11-го запасного батальона, дислоцированного в Калуге, в 484-м стрелковом полку с дислокацией в Алатыре, а с ноября того же года — в 6-м запасном стрелковом полку, который вскоре был преобразован в 29-й стрелковый и в июне 1920 года был передислоцирован на Западный фронт, где принимал участие в боевых действиях в ходе советско-польской войны в районе Пинска и Кобрина, а также ст. Лунинец и Житковичи.

### Межвоенное время
В декабре 1920 года направлен на учёбу на 46-е Полоцкие командные курсы, а в октябре 1921 года переведён на 88-е Гомельские командные курсы, после окончания которых с октября 1922 года служил в составе 170-го стрелкового полка (57-я Уральская стрелковая дивизия) на должностях командира взвода, помощника командира и командира роты, помощника командира батальона. Одновременно в период с мая по август 1923 года учился на Самарских повторных курсах Приволжского военного округа, а с октября 1924 по сентябрь 1925 года — на Ленинградских курсах физобразования комсостава РККА и флота. В сентябре 1928 года направлен на учёбу на подготовительные курсы при Военно-политической академии имени Н. Г. Толмачёва, после окончания которых в мае 1929 года вернулся в 57-ю дивизию и назначен на должность старшего инструктора военной подготовки при управлении штаба, а в конце 1931 года — на должность помощника начальника 1-й (оперативной) части штаба 82-й стрелковой дивизии.
В октябре 1933 года П. А. Мамаев направлен на учёбу на курсы усовершенствования командного состава по разведке при 4-м управлении РККА, после окончания которых в январе 1934 года назначен на должность помощника начальника, а в мае 1936 года — на должность начальника 1-й части штаба Усть-Сунгарийского укреплённого района (ОКДВА). В период с ноября 1938 по июнь 1939 года обучался на 5-м факультете Военной академии имени М. В. Фрунзе, после чего вернулся на прежнюю должность, а в октябре того же года назначен на должность коменданта Усть-Бурейского опорного пункта, в декабре 1940 года — на должность начальника штаба 16-й мотострелковой бригады (1-я Краснознамённая армия, Дальневосточный фронт), а в марте 1941 года — на должность коменданта 107-го Барабашского укреплённого района.

### Великая Отечественная война
С началом войны находился на прежней должности.
8 ноября 1944 года генерал-майор П. А. Мамаев назначен на должность командира 384-й стрелковой дивизии (39-й стрелковый корпус, 25-я армия), которая во время советско-японской войны принимала участие в боевых действиях в ходе Харбино-Гиринской наступательной операции, прорыве Дуннинского укреплённого района и овладении городов Дуннин, Яньцзи, Тумэнь, Санагоу и других.

### Послевоенная карьера
После окончания войны находился на прежней должности в составе Приморского военного округа.
19 декабря 1946 года назначен на должность командира 40-й стрелковой дивизии, дислоцированной в Северной Корее, а в мае 1947 года — на должность командира 24-й пулемётно-артиллерийской дивизии, штаб которой дислоцировался в селе Зайсановка (Хасанский район, Приморский край).
В мае 1949 года направлен на учёбу на Высшие академические курсы при Высшей военной академии имени К. Е. Ворошилова, после окончания которых в мае 1950 года назначен на должность заместителя командира 13-го стрелкового корпуса (Закавказский военный округ).
Генерал-майор Пётр Антонович Мамаев погиб 19 ноября 1950 года.

## Награды
- Орден Ленина (21.02.1945);
- Два ордена Красного Знамени (03.11.1944, 15.11.1950);
- Орден Кутузова 2 степени (26.08.1945);
- Орден Красной Звезды (04.06.1944);
- Медали.
- Иностранный орден.